# بيغ كندي
بيغ كندي هي قرية في مقاطعة هشترود، إيران. عدد سكان هذه القرية هو 90 في سنة 2006.